# وولف شنايدر
وولف شنايدر (بالألمانية: Wolf Schneider )‏ (و. 1925  م) هو صحفي، ومؤلف، ومقدم تلفزيوني، وأستاذ جامعي، وكاتب ألماني، ولد في إرفورت.

## جوائز
حصل على جوائز منها:
- جائزة المنافسة العامة  [لغات أخرى]‏ (1946)
- قائد الفنون والآداب

## روابط خارجية
- وولف شنايدر على موقع مونزينجر (الألمانية)
- وولف شنايدر على موقع ميوزك برينز (الإنجليزية)
- وولف شنايدر على موقع ديسكوغز (الإنجليزية)